# Рудник Південний Моінкум (КАТКО)
Рудник Південний Моінкум (КАТКО) – гірничодобувне підприємство на півдні Казахстану, яке здійснює видобуток урану. 
Родовище Моінкум простягнулось у меридіональному напрямку на сім десятків кілометрів та ділиться на кілька ділянок. Відкрита в 1976-му ділянка №1 (Південна) у підсумку була розділена між казахським державним концерном «Казатомпром» та спільним підприємством «КАТКО», засновниками якого виступили французька корпорація AREVA (51%) та все той же «Казатомпром» (49%). 
«КАТКО» отримало північну частину Південної ділянки та після трьох років експериментальної розробки почало в 2006-му повномасштабну розробку з використанням методу підземного вилуговування. Проектна потужність рудника була визначена на рівні 500 тон урану на рік. 
Отриманий з рудників (окрім Південного Моінкуму «КАТКО» також належить рудник Торткудук) товарний десорбат проходить переробку на створеному «КАТКО» збагачувальному майданчику, який продукує закис-окис урану.
Станом на кінець 2021 року ресурси належної «КАТКО» частини ділянки Південний Моінкум оцінювались у 7,3 тисячі тон урану, а розробку планувалось вести до 2028 року.